# Pasi Sormunen
Pasi Martti Sormunen, född 8 mars 1970 i Grankulla, är en finländsk före detta ishockeyspelare.
Sormunen blev olympisk bronsmedaljör i ishockey vid vinterspelen 1994 i Lillehammer.